# Lawinennunatak
Lawinennunatak är en nunatak i Antarktis. Den ligger i Östantarktis. Nya Zeeland gör anspråk på området. Toppen på Lawinennunatak är 2 020 meter över havet.
Terrängen runt Lawinennunatak är bergig åt sydväst, men åt nordost är den kuperad. Trakten är obefolkad. Det finns inga samhällen i närheten. 